# Serguei Alexeiev
Serguei Alexeiev   (Iakutsk, 9 d'abril de 1979) Serguei Vladímirovitx Alexeiev (rus: Сергей Владимирович Алексеев) és empresari rus, comerciant, fundador de l'empresa pro-trading "Live Investing Group" i de l'organització pública oberta "Federació russa de Negociació D'Accions".

## Biografia
Va néixer el 9 d'abril de 1979 a Iakutsk. Hi va viure fins a dos anys, després dels quals ell i la seva família es van traslladar A Leningrad. Després de la crisi de 1998, Serguei va acabar la seva carrera esportiva i va anar a servir a l'exèrcit. A principis dels anys 2000, Serguei va obrir la seva primera botiga Sanchez, dissenyada per a atletes dedicats a esports d'hivern. Una mica més tard, va aparèixer una altra botiga-esport.
Al cap d'un temps, el negoci es va convertir en una xarxa de 13 botigues d'esports A Sant Petersburg. Serguei també tenia una xarxa d'agències de viatges "Ones Calentes". Després ell i la seva família es van mudar a Krasnodar per estudiar i treballar al departament de vendes D'A-Lab. El 2017, Serguei obre un centre de negociació virtual i recluta el primer grup de comerciants.
El 2020, Serguei va fundar la Federació russa de Negociació D'Accions, una organització pública per unir comerciants i celebrar tornejos oberts i competicions comercials. El 2021, FBTR celebrarà per primera vegada un campionat comercial anual, al qual assistiran més de 2.000 comerciants De Rússia i països DE La CEI.